# По щучьему велению (фильм, 1970)
«По щучьему велению» — советский кукольный фильм режиссёров Владимира Пекаря и Владимира Попова 1970 года. Фильм снят на основе спектакля Калининского театра кукол по пьесе Елизаветы Тараховской, сюжетом которой послужила русская народная сказка «По щучьему веленью».
Является самым первым кукольным фильмом Творческого объединения «Экран».

## Сюжет
В некотором царстве, в некотором государстве жил-был работящий, но бедный крестьянский парень Емеля. Сколько он ни работал — всё нет ничего. Но нашла и его как-то удача: поймав в реке случайно говорящую щуку-волшебницу, сжалился Емеля над ней, отпустил её, и в награду щука за то, что он оказался добрым и отпустил её обратно в воду, стала исполнять все его просимые желания.
Правил в том царстве трусливый царь Горох, и была у него капризная дочка Несмеяна, которая часто маялась от скуки и грусти в своей светлице. И сколько ни сваталось к ней женихов, ни один рассмешить так и не смог. Поэтому царь Горох пообещал выдать царевну замуж за того, кто рассмешит царевну, но, когда её рассмешил Емеля, велел прогнать парня из дворца, даже когда ему напомнила об его обещании мамка царевны. В конце фильма Емеля и царевна Несмеяна уезжают на печи из дворца и начинают вместе жить — долго и счастливо.

## Съёмочная группа
- Автор сценария — Елизавета Тараховская
- Режиссёры и художники-постановщики — Владимир Пекарь, Владимир Попов
- Оператор — Игорь Николаев
- Композитор  — Алексей Рыбников
- Звукооператор — Александр Куцый
- Художники-мультипликаторы — Михаил Першин, Светлана Сичкарь, Елена Вершинина, Борис Чани, Галина Золотовская
- Художники —  Ольга Киселёва, Александр Сичкарь, Л. Хорошкова, Галина Черникова, Т. Каргатьева, Елена Строганова, Лера Рыбчевская
- Монтажёр — Нина Бутакова
- Редактор — Валерия Коновалова
- Директор картины — А. Семилетов

## Роли озвучивали
- Зинаида Нарышкина — Щука / Зайчишка / Лиса / Мамка
- Анатолий Кубацкий — Емеля, царь Горох, остальные мужские роли

## Переиздания на DVD
Фильм переиздавался на DVD в сборниках мультфильмов: «По дорогам сказок», «Старые старые сказки 3», «Старые старые сказки 2», «Жар-птица», «Лоскутик и облако», «По щучьему велению».